# Soricidae
Soricidae é uma família de mamíferos da ordem Soricomorpha, que inclui animais de pequeno porte e de hábitos insectívoros. Muitos membros desta família são conhecidos pelo nome de musaranho. Eles medem cerca de 10 cm (alguns não ultrapassam 2,5 cm) e pesam cerca 15 gramas. Contudo, apesar do pequeno porte são capazes de atacar, matar e devorar animais que têm o dobro do seu tamanho. Comem o equivalente ao seu peso de três em três horas. Algumas espécies praticamente não dormem para não deixar de se alimentar. Por causa do metabolismo acelerado, muito tempo sem comida pode significar a morte. Seu coração bate 1200 vezes por minuto, quase doze vezes mais rápido que o do ser humano.
Ao nascer, pelado e de olhos fechados, o musaranho é menor que uma abelha e pesa pouco mais de dois gramas. Vive, em média, de um a dois anos. Quando é atacado por um inimigo, solta um odor igual ao dos cangambás (Conepatus semistriatus). Suas glândulas salivares contêm um veneno tão forte quanto de certas serpentes. Seus principais predadores são os gaviões e as corujas. Os musaranhos são ruins de vista e excelentes no olfato.
Os musaranhos especializaram-se em vários habitats: uns habitam em vegetação densa, outros são trepadores, alguns vivem debaixo da neve e outros ainda caçam n'agua.
São invulgares entre os mamíferos pois são dos poucos a possuirem veneno e, tal como os morcegos e os cetáceos, algumas espécies usam ecolocalização. São também dos poucos a nascerem com dentes permanentes e a não terem osso zigomático.

## Classificação
- Família Soricidae G. Fischer, 1814
  - Subfamília Crocidurinae Milne-Edwards, 1868
    - Crocidura Wagler, 1832
    - Solisorex Thomas, 1924
    - Suncus Ehrenberg, 1833
    - Diplomesodon Brandt, 1852
    - Feroculus Kelaart, 1852
    - Paracrocidura Heim de Balsac, 1956
    - Ruwenzorisorex Hutterer, 1986
    - Scutisorex Thomas, 1913
    - Sylvisorex Thomas, 1904

  - Subfamília Myosoricinae Kretzoi, 1965
    - Congosorex Heim de Balsac e Lamotte, 1956
    - Myosorex Gray, 1837
    - Surdisorex Thomas, 1906

  - Subfamília Soricinae G. Fischer, 1814
    - Tribo Soricini G. Fischer, 1814
      - Sorex Linnaeus, 1758

    - Tribo Anourosoricini Andersn, 1879
      - Anourosorex Milne-Edwards, 1872

    - Tribo Blarinellini Reumer, 1998
      - Blarinella Thomas, 1911

    - Tribo Blarinini Kretzoi, 1965
      - Blarina Gray, 1837
      - Cryptotis Pomel, 1848

    - Tribo Nectogalini Anderson, 1879
      - Chimarrogale Anderson, 1877
      - Chodsigoa Kastschenko, 1907
      - Episoriculus Ellerman e Morrison-Scott, 1966
      - Nectogale Milne-Edwards, 1870
      - Neomys Kaup, 1829
      - Nesiotites Bate, 1945
      - Soriculus Blyth, 1854

    - Tribo Notiosoricini Reumer, 1984
      - Megasorex Hibbard, 1950
      - Notiosorex Coues, 1877